# Забалц (Арад)
Забалц (рум. Zăbalț) насеље је у Румунији у округу Арад у општини Усусау. Oпштина се налази на надморској висини од 176 m.

## Прошлост
Аустријски царски ревизор Ерлер је 1774. године констатовао да место "Сабалц" припада Липовском округу и дистрикту. Становништво је било претежно влашко.
Када је 1797. године пописан православни клир ту је један свештеник. Парох поп Јанко Димитријевић (рукоп. 1788) иако је има типично српско име и презиме - служио се само румунским језиком.

## Становништво
Према подацима из 2002. године у насељу је живело 305 становника.

### Попис2002.
| Расподела становништва по националности 2002.‍ | Расподела становништва по националности 2002.‍ | Расподела становништва по националности 2002.‍ | Расподела становништва по националности 2002.‍ | Расподела становништва по националности 2002.‍ |
| --------------------------------------------- | --------------------------------------------- | --------------------------------------------- | --------------------------------------------- | --------------------------------------------- |
|                                               |                                               |                                               |                                               |                                               |
| Румуни                                        | Румуни                                        |                                               | 299                                           | 98,4%                                         |
| Роми                                          | Роми                                          |                                               | 5                                             | 1,6%                                          |